# Klaus Stechmann
Klaus Stechmann (* 10. August 1935 in Stade; † 26. Februar 2016 in Münster) war ein deutscher Brigadegeneral.
Anfang der 1960er Jahre wurde er als Oberleutnant der erste Batteriechef der 2. Batterie des Panzerartilleriebataillons 165 der 6. Panzergrenadierdivision. Er war später als Brigadegeneral von 1986 bis 1992 Kommandeur des Artilleriekommandos 1.
Bis 2010 war er Vorsitzender der Westfälischen Herzstiftung, die er im Dezember 2000 gründete. Unter anderem für sein Engagement in der Stiftung erhielt er 2003 das Verdienstkreuz 1. Klasse des Verdienstordens der Bundesrepublik Deutschland.